# 유비
한 열조 소열황제 유비(漢 烈祖 昭烈皇帝 劉備, 161년 ~ 223년 6월 10일(음력 4월 24일))는 중국 후한 말의 군웅이자 삼국시대 촉한의 초대 황제(재위: 221년 5월 15일(음력 4월 6일) ~ 223년 6월 10일(음력 4월 24일))이다. 자는 현덕(玄德)으로, 전한 경제의 9남 중산정왕 유승의 후손이다.

## 유비의 생애
유비는 탁군 탁현(지금의 허베이성 바오딩 시 줘저우 시)이 고향인 사람으로, '한나라의 황손'이었다. 삼국지연의에서의 표현이지만, 그는 팔이 길어 그대로 뻗어 무릎까지 닿고, 귀도 남달리 커서 거울을 사용하지 않고도 자신의 귀를 볼 수 있었다고 하는데, 이러한 상은 부처의 귀와 그 밖에 특이한 모습을 조합하여 삼국시대 이후 기나긴 세월동안 민중의 바람이 만들어낸 영웅의 모습이다.
유비는 어려서 아버지 유홍을 여의었는데, 어머니와 함께 짚신과 멍석을 만들어 생계를 꾸려나갔다. 집안 동남쪽에 높이 다섯 길이 넘는 큰 뽕나무가 있어 그 모양새가 마치 황제가 타는 가마의 덮개처럼 보였는데,“이 마을에서 귀한 인물이 날 것이다”라고 예언한 사람이 있었다고 한다. 아직 어려 철이 없던 유비는 나무에 올라 향리의 친구들을 내려다보며 자신도 이런 가마를 탈 것이라고 우스갯소리를 했다고 한다. 이를 전해 들은 집안어른 유원기는 어린 유비에게 주의하기를, "함부로 황제의 가마를 타겠다는 말을 하지 말거라. 구족이 멸한다."라고 했다고 한다.
집안어른 유원기(劉元起)의 지원으로 그는 열다섯 살에 노식의 문하에서 수학했다. 이때 공손찬도 유비와 함께 공부했다. 그러나 유비는 독서를 그다지 즐겨하지 않았고 개나 말 같은 동물들을 좋아하였고, 화려한 의복을 걸치거나 음악을 듣는 일에 관심을 보였다. 그러나 그는 소싯적부터 명마(名馬)를 감별할 줄 알았고, 항상 말수가 적었으며, 늘 남을 공손히 대하였고, 감정을 겉으로 드러내지 않았다. 황건의 난 때 장각(張角)은 청주, 유주, 서주, 기주, 양주, 연주, 예주, 형주 등으로 세력을 점점 확장해 나가고 있었다. 후한 말의 혼란스러웠던 시기에 유비는 기꺼이 천하호걸과 교류했으므로 젊은이들이 앞다투어 그의 밑으로 모여들었다. 그중에서도 관우, 장비와는 같은 침대에서 함께 잘 정도로 유달리 친하여 그 은혜가 형제와 같았다.

### 황건적의 난에서 형주 웅거까지
영제 말, 황건의 난이 일어나자 유비는 관우, 장비와 함께 주군(州郡)에서 모집한 의병들을 이끌고 교위인 추정의 군대에 가담해 장순, 장거의 난을 진압하여 그 공적으로 중산국(中山國) 안희현위(安喜縣尉)에 임명되었다. 그러나 이내 독우(督郵)가 유비를 쫓아내려 하였으므로 유비는 그를 현의 경계까지 끌고 가 곤장 200대를 때린 후 떠났다.(독우는 사람이름이 아니고 후한말에 있던 하급 관리를 가리키는 명칭으로, 조정에서 내려보낸 일종의 감찰사에 해당되는 직책이었다. 그당시 안희현을 시찰하였던 독우는 평소 유비와 친분이 있던 사람이었다고 한다.) 이후 단양에서 도위(都尉) 관구의(毌丘毅)의 모병에 응하여 함께 행동하다가 하비에서 적을 무찌른 공로로 유비는 하밀승(청주 북해국 하밀현의 현승)에 제수되었지만, 이내 그는 다시 관직을 버렸다. 그 뒤 유비는 고당위(청주 평원국 고당현의 현위)에 임명되어 현령으로 승진하였지만, 적에게 격파되어 공손찬에게로 달아났다.

#### 공손찬의 휘하시절
공손찬은 유비의 동문으로 형제가 없었던 유비에게는 거의 친형이나 다름없을 정도로 친밀한 존재였다. 공손찬은 유비를 조정에 천거하여 별부사마(別部司馬)에 제수되도록 조치하였고, 청주자사 전해(田楷)와 함께 기주목 원소(袁紹)와 싸우도록 하였는데, 그가 자주 전공을 세웠으므로 조정에 이를 보고하고자 표를 올렸고, 덕분에 유비는 평원의 상(相)으로 임명되었다. 이윽고 조조가 서주를 정벌하자 서주목 도겸(陶謙)이 전해에게 구원을 요청해 왔으므로 유비는 전해와 함께 도겸을 돕게되었다. 이때부터 유비는 전해 밑을 떠나 도겸에게 몸을 의지하여, 예주자사에 임명된 후 소패에 주둔하였으며, 도겸이 죽은 후에는 도겸의 유지를 받들고 주위의 권유를 받아 서주를 지배하게 된다. 그러나 하비의 모든 호족들이 유비를 반겼던 것은 아니었기 때문에, 이 일은 훗날 유비가 여포에게 하비를 빼앗기는 결과를 초래하였다.

#### 공손찬과 절교
공손찬이 유우를 죽여버리자 유비는 자신의 친척을 죽인 공손찬에 대해 크게 분노했으며 그래서 공손찬과 절교를 선언하고 다시는 요동으로 되돌아가지 않고 서주에 그대로 머물렀다.

#### 공손찬 사후
196년(건안(建安) 원년) 유비는 조조로부터 진동장군에 임명되어 원술(袁術)과 대치하게 되어 하비성을 비우게 되었는데, 그 사이에 하비의 호족들 중 한명이었던 성문도위 조표는 여포의 연합 세력의 한명이었던 진궁과 내통하여 배신하였다. 여포는 하비를 기습하여 유비의 처자를 사로잡았다.
유비가 여포에게 화친을 구하자, 여포는 유비의 처자를 유비에게 되돌려보내었고, 유비는 소패에 내몰려졌다. 그러나 소패에서 유비가 1만여 명의 병사를 모집하자, 여포는 이를 꺼림칙하게 여겨 유비에게 공격을 감행하였다. 유비는 패주하여 조조에게 귀부하였는데, 조조는 유비를 후대하여 예주목으로 삼았고, 유비가 소패에서 군사를 모아 여포를 견제하는 것을 지원하였다. 이에 여포는 고순을 보내 소패를 공격하였고, 조조는 하후돈(夏侯惇)을 지원군으로 보냈으나, 결국 유비와 하후돈은 고순에게 패배하여 다시 유비의 처자는 사로잡혀 여포에게 보내졌다.
10월, 이에 조조는 친히 여포를 정벌하여 유비와 함께 하비를 포위하였는데, 여포의 부장 후성, 송헌, 위속 등이 배신하여 여포를 옭아 맨 뒤, 조조의 군세를 성안으로 맞이하였다. 여포가 자신을 살려 쓰도록 조조에게 말하여 조조가 의심을 품자, 유비는 여포가 앞서 행하였던 패악을 조조에게 귀뜸했고 이를 잘알고 있던 조조도 이에 동의했다.조조는 여포를 교수형에 처하였다.

#### 조조의 휘하시절
유비는 조조와 함께 허도(許都)로 귀환해 좌장군에 임명되었고, 조조로부터 후한 대우를 받았다. 조조의 참모 정욱(程昱) 등은 “유비는 영웅의 자질이 있고 민심을 얻고 있으므로 남을 섬길 사람이 아니다”라고 말하여 죽일 것을 권하였지만 조조는 받아들이지 않았다. 그 무렵 헌제의 국구인 거기장군 동승(董承)이 조조를 주살하라는 헌제의 밀칙을 받았는데, 유비도 은밀히 이 계획에 가담했다. 어느 날 조조는 유비를 식사에 초대해 “지금 천하에 영웅이 있다면 그대와 나뿐이다.”라고 말했다. 유비는 이 말을 듣고 놀라 들고 있던 젓가락을 떨어뜨렸다. 《화양국지(華陽國志)》에 따르면, 이때 천둥이 쳤기 때문에 유비는 그 탓으로 돌렸는데, 이것은 《삼국지연의》에서도 마찬가지로 기술되었다.
유비는 조조 주살 계획이 탄로나기 전에 원술 토벌을 빙자하여 서둘러 조조 밑을 떠났다. 그리고 유비는 원술을 멸한 후 조조가 준 증표를 이용하여 피 한방울 흘리지 않고 하비를 점거하였다. 그는 곧 서주자사 차주(車胄)를 죽인 뒤. 관우를 하비에 남겨 성을 수비하도록 명한 뒤 소패로 돌아갔다. 이때 다수의 군현들이 조조를 배반하여 유비의 군세는 수만 명에 이르렀다. 유비는 세력을 키움과 함께 손건을 원소에게 사신으로 보내 조조에 대항하는 밀접한 관계를 맺었다. 여기서 그는 황제였던 헌제를 만나는데 삼국지연의에 따르면 어느날 유비가 군웅이던 시절 헌제는 유비를 만나게 된다. 헌제는 유비가 자신과 성이 같자 그의 가계도를 조사했고 그가 경제의 아들인 중산정왕 유승의 후손이라는 것을 알게 된다.
헌제 역시 경제의 아들인 정발왕의 후손이었다.
그가 자신의 황친인 것을 알자
헌제는 그를 '유황숙'이라 부르며 그를 굉장히 아꼈다.
유비 역시 헌제를 위해 군사를 일으키기도 했고 후한 멸망 후 헌제가 죽은 것으로 착각하여
촉한 건국 후 친히 상복을 입고 제사를 지내
헌제에게 '효민황제'라는 시호를 내렸다.

#### 원소의 휘하시절
이때 조조는 왕충(王忠)과 유대(劉岱)를 보내 유비를 공격하나 그들은 패배하였다. 200년 조조는 친정하여 유비를 토벌하였는데, 유비는 패배하여 유비의 수하 장수들은 흩어져 유비는 홀로 청주로 달아났다. 당시 청주자사 원담은 유비가 예전에 무재로 조정에 천거한 사람이었으므로, 원담은 이에 보답하고자 군사를 보내 유비를 맞이하였으며 원소에게 이를 알렸다. 원소는 장수를 보내 유비를 영접하였고, 업(鄴)에서 2백 리(80km) 떨어진 곳까지 나아가 유비를 대단히 환영했다. 한편 전투에서 승리한 조조는 유비의 처자와 관우를 사로잡아 허도로 귀환했다. 이로부터 원소와 조조는 관도에서 대치하게 되었는데, 여남의 황건적 유벽 등이 조조에게 반기를 들고 원소에게 호응하자 원소는 유비와 유벽를 허 아래로 파견하여 공략하였다. 이때 조조로부터 달아난 관우가 유비에게 돌아왔다. 조조가 조인을 보내 유비를 공격하자, 이내 유비는 원소에게 돌아갔다.
유비는 원소 밑을 벗어나고자 원소에게 형주의 유표(劉表)와 협공하도록 진언하였다. 이리하여 원소는 유비를 여남에 파견하여 황건적 공도의 무리와 합쳐 수천 명의 병사를 이끌고 여남에 진을 쳤다. 조조는 채양(蔡陽)을 시켜 유비의 군세를 공격하도록 했지만 채양은 패배하였고 난전 중 전사하였다. 삼국지연의에서는 관우가 조조의 곁을 떠나서 유비에게 갈 때 관우를 죽여야한다고 주장했지만 묵살되었으며, 이후 관우가 진기를 죽이자 하후돈이 나와 그가 채양의 외종질이라고 언급한다.
진기가 죽은 것을 알게 되자 조조에게 거듭 관우를 추격할 것을 허락해달라고 요청했다가 묵살되었지만 관우가 장비가 있는 고성으로 들어가 있는 것을 알게 되자 채양은 조조의 명으로 여남을 가던 도중에 멋대로 고성으로 진로를 바꿔 싸움을 걸었다. 이 때 장비가 채양의 병사를 관우가 끌고 온 조조군의 병사로 오해하고 화를 내자 관우는 적장의 목을 베어 결백을 증명하겠다면서 장비 또한 북을 세 통 두드리는 사이에 베어 오라고 하자 관우는 북 소리가 한 통을 다 채우기도 전에 베면서 장비와의 오해를 푸는 요소로 등장한다.
여담으로 관우가 조조 휘하에 있을 때 장료, 서황을 비롯한 다른 장수들은 관우를 존중하였는데 채양 혼자서만 관우에 대해 불복했다는 언급이 관우가 조조를 떠날 때 나오며 진기가 죽기도 전에 이미 채양은 관우를 추격하겠다고 나섰다. 조조는 원소를 격파한 뒤 몸소 남하하여 유비를 격파하였다.

#### 유표의 빈객
이후 유비는 유표에게 귀의하였다. 유표 역시 교외에서 직접 유비를 영접하는 등 유비는 상빈으로서 대우하였다. 유표는 유비에게 군사를 주어 신야에 주둔하도록 했다.
배송지가 《삼국지》에 주석으로 인용한 두 가지 이야기가 있다. 주연 중 유비가 잠시 변소에 들렀는데, 그는 허벅지에 살이 붙은 것을 보고 눈물을 흘렸다. 그가 주연으로 돌아왔을 때 그의 얼굴에 남겨진 눈물 자국을 본 유표가 그 이유를 묻자, 유비가 답하기를,“저는 말안장을 떠나본 일이 적기 때문에 허벅지에 살이 찌지 않았는데, 그런데 지금은 말에 오르지 않은 지 일곱 해가 되어 어느덧 허벅지에 살이 붙었고, 세월이 흘러 저는 노년에 가까운데 아무런 공적도 세우지 못하고 있는 것이 한탄스러워서 눈물을 흘린 것입니다." 이것이 유명한 ‘비육지탄(脾肉之嘆)’이란 고사다. 또한 유표의 부하 괴월(蒯越), 채모(蔡瑁) 등이 연회 중에 유비를 살해하려고 하자, 유비는 적로를 타고 도망하였다. 단계를 만나 유비는 힘을 내라며 적로를 다그쳤는데, 놀랍게도 적로는
물에서 세길이나 뛰어올라 유비는 단계를 무사히 벗어날 수 있었다고 한다. 배송지는 또한 이 일이 실제로는 없었을 것이라는 손성의 비판을 뒤에 덧붙였다.

### 삼고초려
서서는 제갈량을 추천하였는데, 이에 유비가 그를 세번 찾아간 끝에 그를 만날 수 있었다.제갈량은 당시 지식인들 사이에서 보편적으로 알려져 있던 천하삼분지계에 대한 자신의 견해를 유비에게 피력하였는데, 이를 들은 유비는 크게 기뻐하였다. 그러나 유비는 제갈량을 시험해보고자 그가 형주를 취할 때 그에게 군수물자 조달임무를 맡겼는데, 공명은 이를 훌륭하게 해내었다.관우와 장비는 유비가 제갈량과 가까워지는 것에 불만을 품게되었으나,유비는 제갈량을 얻은 것을 물고기가 물을 만난 것에 비유하며, 그들을 달랬다. 이것이 곧 수어지교라는 고사의 유래이다.삼국지연의에서 나오는 이야기와 큰 차이는 없으나, 위략과 구주춘추와 같은 사서의 내용을 보면 제갈량이 유비를 직접 찾아갔다고 써져있다. 그러나 이를 반박하고자 진수는 출사표를 인용하여 본전에 실었다.제갈량은 소설인 삼국지연의와는 다르게 지략가의 면모보다 정치가로서의 역할수행을 하였다.

### 적벽의 싸움에서 삼국성립까지

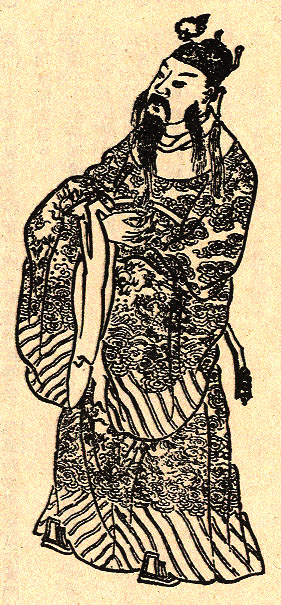
유비

한편 조조는 하후돈과 이전에게 유표를 공격하라 명을 내렸는데, 유비가 박망 지역에서 이를 막아낸다. 유비는 자기 진영을 불태우고 도망가는 것처럼 꾸미고 복병을 써서 그들을 완전히 격파했다.
삼국지연의에선 제갈량이 지휘한 것으로 나오지만 이는 사실과 다르다. 당시 박망파전투는 205년으로 제갈량은 없었던 시절이고 유비가 지휘하여 하후돈을 격파한 것이다.
208년 조조가 북쪽에서 내려오니 이때 형주 주민의 상당수가 유비를 따라나서 하루에 겨우 10리(4 km) 정도밖에 행군하지 못했다.그래서 유비에게 “먼저 행군하여 강릉을 지켜야 한다”라고 진언하는 자도 있었다. 그러나 유비는 “지금 사람들이 나만 의지하고 있는데, 어찌 이들을 버리고 갈 수 있겠는가?”라고 말했다.
조조가 정예기병 5천 명을 급파했기 때문에 유비는 당양의 장판교에서 추격당해 크게 패하고 만다. 유비는 유표의 큰아들 유기(劉琦)가 있는 하구로 도망쳤다. 그 후 유비는 손권(孫權)과 동맹을 맺어 적벽에서 조조의 대군을 격파했다. 그리고 유기를 형주 자사로 천거하는 한편, 무릉, 장사, 계양, 영릉 등 4군을 평정하였다. 그 후 유기가 죽자 군신들은 유비를 형주자사로 추대했으므로 손권은 유비를 두려워해 자기 여동생인 손부인(孫夫人)과 결혼시켜 유비와의 관계를 돈독히 하려 애 썼다.
211년 익주자사 유장(劉璋)이 조조의 침공을 두려워하자 유장의 별가종사였던 장송(張松)은 유비로 하여금 장로(張魯)를 토벌하게 하자고 진언했다. 이를 받아들인 유장은 법정(法正)을 유비에게 파견했다. 그러나 실은 장송이나 법정 모두 유비를 익주의 새 주인으로 맞으려는 의도를 가지고 있었는데 이는 촉의 지형, 병기, 인마의 적고 많음 등의 정보와 지도를 제공한 장송의 행동에서 추측할 수 있다. 드디어 유비는 부군사 중랑장 방통(龐統)과 함께 익주로 들어서고, 유장은 몸소 마중나와 맞이했다. 유장은 유비를 행대사마 겸 사례교위로 천거하고 병사를 증강시켜 백수의 주둔군을 지휘하도록 했다. 유비는 곧바로 장로를 토벌하지 않고 은혜를 베풀어 인심 장악에 힘을 썼다.
211년 조조가 손권을 토벌하자 손권은 유비에게 구원을 요청했으므로 유비는 유장에게 1만 명의 병사와 군수 물자를 요청했다. 그러나 유장은 늙은 병사 4천 명과 요구한 군수 물자를 절반 밖에 보내지 않아, 이에 유비는 격노했다. 때 마침 장송은 “지금 촉 공략을 앞에 두고 어찌해서 떠나려는 것인가?”라는 내용의 편지를 유비에게 보내려고 하는데, 형 장숙(張肅)이 이 사실을 유장에게 알려 장송이 처형된다. 이때부터 유비와 유장의 사이는 매우 악화되었다. 유비는 백수관을 지키는 양회(楊懷), 고패(高沛)를 참살한다. 유비는 지름길로 관중에 이르러서, 여러 장수들과 군사와 처자들을 인질로 잡고, 병사를 이끌고 황충(黃忠), 탁응 등과 함께 진격해 부성(涪城)에 도착하여 그 성을 점거했다. 유장이 유괴(劉璝)·냉포(冷苞)·장임(張任)·등현(鄧賢) 등을 보내 부성에서 유비를 막게 했지만 모두 격파되어 패하여, 퇴각하여 면죽(緜竹)을 보전했다.
유장이 다시 이엄(李嚴)을 보내 면죽의 여러 군대를 감독하게 했지만, 이엄은 부하들을 통솔하여 유비에게 항복했다. 유비의 군대는 더욱 강해지니, 여러 장수들을 나누어 파견해 군 아래의 현들을 항복시켰고, 제갈량, 장비, 조운(趙雲) 등이 병사를 거느리고 강을 거슬러 올라 백제(百帝)성과 강주, 강양을 평정하였으며, 오직 관우만이 남아 형주를 진수했다. 그리고 유비가 진군하여 낙성을 포위하는데 이때 유장의 아들 유순(劉循)이 성을 지키고 있었고, 공격 당한지 1년이 되었다.
214년 낙성이 격파되자 유비는 제갈량, 장비, 조운을 이끌고 성도를 포위하고 유장의 항복을 받아냈다. 유비는 익주 자사를 겸하게 되고, 유장의 옛 신료도 그대로 고관으로 취임시켰으며 백성들에게 전답과 집을 돌려주는 등 익주민들의 인심을 얻으려 하였다. 자치통감에 따르면 유비의 이런 조치로 인해 익주사람들이 화목해졌다고 하며 이로서 유비는 촉한의 기반을 구축했다.
215년 유비는 형주를 둘러싸고 손권과 대립하였으며, 결국 형주 동부의 강하, 장사, 계양을 오나라에 양보하는 것으로 매듭지었다. 218년 유비는 마초(馬超)와 장비를 시켜 무도의 하변을 취하게 하고 그 곳 이민족들과 연계하여 무도를 혼란스럽게 만든다. 조조가 조홍(曹洪)에게 군사를 주어 마초를 물러나게 한다. 유비는 양평관에 주둔하고, 219년 봄 군대를 이끌고 정군산에 진지를 구축해 하후연(夏侯淵)과 치열한 쟁탈전을 벌였다. 유비는 황충에게 명해 높은 곳에 올라 북을 크게 치게 하고 적군이 혼란에 빠진 틈을 이용해 공격, 하후연을 무찔러 죽였다. 이에 조조가 대군을 이끌고 한중으로 나섰지만, 유비는 한중을 끝까지 사수하며 상용까지 공략했다. 그리고 같은해 7월 위왕 조조에 맞서 한중왕에 오른다. 같은해에 형주에 있던 관우는 위의 조인(曹仁)이 지키는 번성을 공격하다가 손권에게 배후를 찔려 참수당했다. 결국 오나라에게 형주를 빼앗기고 만다.

### 촉한 성립과 유비의 죽음

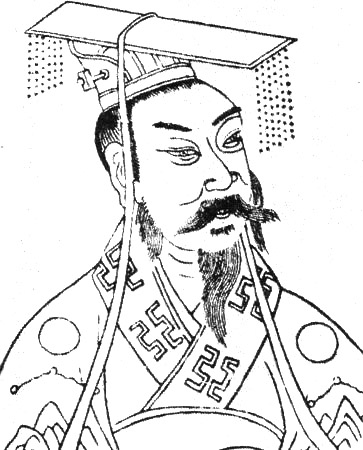
유비

220년(위나라 황초 원년) 위왕 겸 대장군 대 승상 조비(曹丕)가 한 헌제에게 강제로 선양 받아 황제가 되었다. 여기서 촉서 선주전과 화양국지에 따르면 헌제가 선위한 후 조비에게 살해당했다는 소문이 촉에 전해졌다고 한다. 촉은 와전된 소문을 바탕으로 220년 효민황제(孝愍皇帝)라는 시호를 헌제에게 올렸다. 그러나 실제로 헌제는 234년까지 생존한 뒤 자연사한 바가 있다.
이러한 상황 속에서 제갈량은 유비에게 황제로 즉위하도록 권했고, 221년 4월 마침내 유비는 황제로 즉위했다. 연호를 장무(章武)로 하고, 유선(劉禪)을 황태자로 세웠다.
대부분의 신하들이 칭제를 권하는 도중, 전부사마 비시는 상소를 올려 “강대한 적을 아직도 이기지 못하고 있는데, 즉위하는 것은 오히려 사람들의 의심을 사기 쉽지 않습니까? 옛날 한 고조께서는 초와 약정을 맺어, 진나라를 격파시킨 사람을 왕으로 칭했습니다. 그런데 어찌 전하께서는 문 밖에 나가지도 않고 황제에 오르려 하십니까?”라고 하였다(삼국지 촉서 비시전). 이에 유비는 비시를 좌천한다.
유비는 손권이 관우를 해한 것에 분노하여 오나라를 정벌하려고 했었고, 장비마저 범강과 장달에게 살해당한다. 결국 유비는 황제에 오른 이후 직접 오나라 정벌에 나섰다. 위나라를 강하게 의식한 여러 신하들이 간했으나 유비는 이를 따르지 않았다. 222년(장무 2년) 2월, 유비는 친히 제장들을 이끌고 자귀에서 진군하여 무릉에 다다른다. 유비는 시중 마량(馬良)을 보내여 오계 소수민족을 회유하고, 진북장군 황권(黃權)에게 장강 북쪽의 제군을 통솔하게 하여, 이릉에서 오군과 맞선다. 연의에서 유비는 75만 대군을 일으켰다고 기록되지만, 실제 정사의 기록으로 추정하여 볼 때, 당시 유비가 이끌었던 촉한의 군세는 4만 ~ 8만 명 규모의 익주 본대와 형주 유랑군, 이민족의 연합군(총합 10~12만가량)으로 추정된다.
6월, 육손은 병사들에게 띠풀을 소지하도록 하여 화공으로써 유비군을 공격하고, 형세를 갖춘 뒤 동시에 공격하여 장남(張南), 풍습 등의 촉장의 머리를 베고 40여 곳의 진영을 격파하였다. 그리고 마인산에 포진된 유비의 군대를 포위, 공격해 유비군의 진영을 붕괴시키는데 촉군은 이 전투에서 대패하여 죽은 군사가 8만이 넘었다고 기록되어 있다. 정벌에 실패한 유비는 겨우 달아나 백제성으로 들어간다. 육손은 군사들을 이끌고 촉군을 계속 추격하였지만, 조비가 이를 알아채고, 오나라 강동 땅이 비어있는 틈을 타 오나라 본국을 공격하였기에 육손은 군사를 돌릴 수 밖에 없었다.
8월, 유비는 군사를 거두어 무현으로 돌아온다. 10월, 손권은 위나라의 침공을 맞이해 백제성에 머물고 있는 유비가 다시 공격할 것을 우려해 사신을 보내 화친을 청했고 이에 유비가 응답하였다. 223년 4월 관우, 장비의 사망과 이릉전쟁으로 인해 병이 심해진 유비는 제갈공명에게 후사를 부탁하고, 이엄을 보좌로 삼고 영안궁에서 63살의 나이에 붕어(崩御)하였고, 8월에 혜릉(惠陵)으로 이장되었다.

### 유비의 후손들
263년 촉한은 멸망했다. 그와 함께 유선과 그의 일곱 후손들은 모두 위나라 내지(內地)로 옮겨졌다. 그 후, 유선의 6남인 유순(劉恂)이 안락공직을 이었으나 영가의 난에 휘말려들어 유비의 적자손들은 절멸당하였다. 그러나 유선의 동생인 유영(劉永)의 손자 유현(劉玄)은 살아남아 성한(成漢)으로 도망가 황제 이수(李壽)에게 안락공의 칭호를 받는다. 그 후, 동진(東晉)의 장수 환온(桓溫)은 성한을 공략, 멸망시켰는데 도중에 환온을 따라온 역사가 손성은 유비의 증손자이자 마지막 후예인 유현을 만났다고 한다. 그 후 유현의 소식은 불분명하지만 그의 후손은 중국 각지에 퍼져 촉한 소열황제 유비의 혈통을 잇고 있다고 전해진다.

## 현덕
유비가 쓰는 자(字)에는 노자 《도덕경》에 노자의 철학적 사유가 압축되어 있다.

## 관련 작품
- 《삼국지연의》

## 평가
- 진수의 평가

선주는 홍의(弘毅-포부가 크고 굳셈), 관후(寬厚-너그럽고 후함)하고 지인(知人-사람을 알아 봄), 대사(待士-선비를 잘 대우함)하니 한 고조의 풍도와 영웅의 그릇을 갖추었던 것 같다. 나라를 들어 제갈량에게 탁고했으나 심신(心神-마음)에 두 갈래가 없었으니 실로 군신(君臣)의 지공(至公-지극히 공정함)함은 고금의 성궤(盛軌-아름다운 본보기)다. 기권(機權-기지와 임기응변), 간략(幹略-재능과 모략)은 위무제에는 미치지 못해 이 때문에 그 영토는 협소했다. 그러나 꺾일지언정 굽히지 않고 끝내 남의 아래에 있지 않았으니, 저들의 기량으로 필시 자신을 용납하지 못하리라 헤아리고, 오로지 이익만을 다투지 않고 해로움을 피하려 했다 말할 수 있겠다.
- 배잠의 평가

선주를 중원에 있게 하면 사람들을 소란스럽게 할 수 있으니 만일 틈을 타서 변방의 요충지를 지킨다면 한 나라의 군주는 충분히 될 수 있다 하였다.
후일의 술책으로 토지가 험하고 굳건한 촉나라 익주를 얻고 인재들이 기량과 재능을 다하면 촉한의 주인이 될 것이라 말하였다.
- 습착치의 평가

선주는 비록 전패(顚沛-넘어짐)하여 험난함에 처했으나 신의를 더욱 밝히고, 형세가 궁핍하여 사정이 위급한데도 그 말이 도(道)를 잃지 않았다. 경승(景升-유표)의 고명을 따르니 삼군(三軍)이 진정으로 감복하고, 부의지사(赴義之士-대의를 쫓는 선비)를 연모하니 그들이 기꺼이 패배를 함께 했다. 그가 뭇 사람들의 마음(物情)을 얻은 까닭을 살펴보자면, 어찌 다만 투료무한(投醪撫寒-술을 내버리고 백성의 빈한함을 어루만짐)하고 함료문질(含蓼問疾-여뀌를 머금어 그 쓴 맛을 감수하며 질병을 보살핌)한 데에 그치겠는가! 그가 끝내 대업을 이루었으니 또한 마땅하지 않은가!
- 조조의 평가

조조가 말하였다.
"현덕께선 원소와 원술을 어떻게 보시오?"
유비가 말하였다.
"영웅이라 생각합니다"
조조가 말하였다.
"지금 천하의 영웅은 오직 사군(유비)과 나 조조뿐이오, 본초(원소) 같은 무리는 족히 여기에 낄 수 없소!"
라며 유비를 영웅으로 평하였다.
- 진등의 평가

진교와 존경할 만한 당대인들을 평하며 화흠, 조욱, 공융 등의 장점을 논한 이후, 유비에 대해 "재지가 출중하고 왕패의 재력(王霸之略)을 갖고 있는 점에서 나는 유현덕을 공경하오." 라고 평하였다.
- 정욱의 평가

유비가 여포에게 패배하고 조조에게로 왔을 때 정욱은 “살펴보건대 유비는 웅재(雄才)가 있고 민심을 크게 얻었으니 끝내 남의 아래에 있을 사람이 아닙니다. 빨리 도모하는 것이 낫습니다.” 라고 간언하며 죽일 것을 권하였다. 이에 조조는 “이제 바야흐로 영웅들을 거두어들일 때인데, 한 사람을 죽이고 천하인의 마음을 잃는 것이니 불가하오.” 라고 답했다.
- 주유의 평가

주유는 유비를 경계하여 손권에게 다음과 같은 책략을 진언한 바 있다.

"유비는 용맹하여 영웅다운 자태를 갖고 있으며, 관우와 장비처럼 곰과 호랑이 같은 장수를 끼고 있으므로 틀림없이 오랫동안 몸을 굽혀 다른 사람의 아래에 있을 사람이 아닙니다. 제 생각으로 가장 좋은 방법은 유비를 오군으로 불러놓고, 그를 위해 궁전을 성대하게 짓고 미녀와 진귀한 완구를 많이 주어서 그의 눈과 귀를 즐겁게 하고, 관우와 장비 이 두 사람을 나누어 각기 한쪽에 배치하고 저 같은 자로 하여금 그들을 지휘하여 싸우게 한다면, 대사는 안정될 수 있을 것입니다. 지금 토지를 나누어 주어서 그들이 기반을 세우는 것을 도와주고, 이 세 사람을 모아 함께 변방 땅에 있도록 한다면, 아마 교룡이 구름과 비를 얻어 끝내 연못 속의 물건이 안되는 것과 같이 될 것입니다."
- 육손의 평가

"유비는 교활한 적이며, 매우 많은 일을 겪었고, 그의 군대가 처음 집결했을 때, 그의 생각은 조밀하고 전일하였으므로 침범할 수 없었다. 현재는 매우 오랫동안 출병하여 우리의 편의를 차지하지 못했고, 병사들은 피곤하고 사기는 떨어졌으며, 또 새로운 계책은 없다. 앞과 뒤에서 협공 하여 적을 잡을 때는 바로 오늘이다. 유비가 앞뒤로 군사를 사용한 것을 살펴보면, 실패는 많았고 성공은 적었으므로, 이로부터 걱정할 가치가 없다고 추단했던 것이다." "유비는 천하에 이름이 알려졌으며 조조도 그를 두려워하고 있다. 오늘 그가 우리의 경내에 있는데, 이것은 강대한 적수인 것이다. 여러분들은 모두 국가의 은혜를 받았으니, 마땅히 서로 화목해야 하며 함께 이 적을 무찔러서 위에서 받은 은혜를 보답해야만 하는데, 서로 순종하지 않고 있다. 이것은 우리들이 해야만 되는 일이 아니다."
- 조비의 평가

조비는 이릉 전투에서 유비의 군대가 동쪽으로 내려와 손권과 교전하면서 7백여 리에 이르는 나무 울타리(樹冊)를 세워 진영을 이었다는 말을 듣고, 여러 신하들에게 말하였다. “유비는 병법을 이해하지 못하오. 어찌 7백여 리에 이르는 군영을 만들어 적을 막을 수 있겠는가? 고원, 습지, 험한 곳을 감싸고 군대의 진영을 구축하는 자는 적에게 사로잡히는 것이오. 이것은 병법에서도 금기하는 것이오. 전쟁에 대한 손권의 상주가 이제 도착할 것이오."
- 삼국지연의의 묘사

유비는 인의를 중시한 나머지 앞에 보이는 이익을 놓치고 포기하는 것과 결단력이 부족하고 판단함에 있어 또한 부족한 인물로 묘사하는데 중국의 작가 루쉰은 이 때문에 유비의 진면모가 가려지고 이상한 인물로 그려졌다며 연의의 작가인 나관중을 비판하였다. 그러나 이는 본디 중국의 영웅상이 남을 포용하고 인재를 적시에 쓰며 덕을 베푸는 인물이었기에 나관중이 주인공인 유비의 인물상을 그렇게 묘사한 것이다.
작가 이문열이 대만에서 자료를 수집하여 1988년 신문에 연재한 소설을 책으로 발간한 평역 삼국지(중국 대륙에 자료 기반인 2020년 삼국지 개정판과는 별개)에서는 제갈 승상무후가 유비를 왕으로 여기지는 않았다고 서술하였다.

## 가계
```
전한 경제
─중산정왕 
유승
-----육성정후 
유정
-----동군범령 
유웅
─
유홍
─
소열제 유비

                                                                      ┠────
유선

                                                                   
소열황후

                                                                      ┠───┬
유영

                                                                   
목황후
     └
유리
```

## 기년
| 소열제      | 원년            | 2년        | 3년        |
| ----------- | --------------- | ---------- | ---------- |
| 서력 (西曆) | 221년           | 222년      | 223년      |
| 간지 (干支) | 신축(辛丑)      | 임인(壬寅) | 계묘(癸卯) |
| 연호 (年號) | 장무(章武) 원년 | 2년        | 3년        |

## 같이 보기
- 삼국지 인물 목록
- 중국의 군주 목록